# Poul Andersen
Poul Kuhlman Andersen (ur. 2 stycznia 1930 w Gentofte, zm. 30 grudnia 1995 w Jægersborgu) – duński piłkarz grający na pozycji obrońcy. W swojej karierze rozegrał 11 meczów w reprezentacji Danii.

## Kariera klubowa
W swojej karierze piłkarskiej Andersen występował w klubie Skovshoved IF z Kopenhagi.

## Kariera reprezentacyjna
W reprezentacji Danii Andersen zadebiutował 2 października 1955 roku w przegranym 1:5 towarzyskim meczu z Anglią, rozegranym w Kopenhadze. W 1960 roku zdobył srebrny medal Igrzyskach Olimpijskich w Rzymie. W kadrze narodowej od 1955 do 1960 roku rozegrał 11 spotkań.